# Ɓ
Ɓ (ɓ), також відома як «В з гачком», Використовуєтся в мовах Фульфульде, Хауса, Ґізіґа, Пан-Африканьській абетці і в Пан-нігерійському алфавіті, а точніше:
- Фула (Фульфульде)[2]: У мові фула літера Ɓ використовується для позначення дзвінкого білабіального імплозивного звука [ɓ].

- Хауса[3]: У мові хауса ця літера також позначає звук [ɓ], який є частиною фонетичної системи мови.

- Ґізіґа: У мові ґізіґа літера Ɓ використовується для передачі аналогічного імплозивного звука.

Раніше літера Ɓ пропонувалася для використання в мовах коса та зулу, але в сучасних орфографіях цих мов вона не застосовується.

## Опис
1. Ɓ (велика літера) та ɓ (мала літера) — це літери розширеної латинської абетки. Вона використовується в мовах Африки, зокрема в хауса, фула та Ґізіґа.
Ця літера є модифікацією звичайної латинської літери «B» з додаванням гачка (горизонтальної риски) під нею.
Фонетика, У мові хауса Ɓ позначає глоттальний зімкнений звук Шаблон:IPAbr, який відрізняється від звичайного «B».
| Мови  | Слово | МФА     | Значення             |
| ----- | ----- | ------- | -------------------- |
| Фула  | ɓaawo | [ɓaːwo] | «позаду» або «після» |
| Хауса | Ɓaɓa  | [ɓaɓa]  | «Батько»             |
| Ґізґе | ɓurɓu | [ɓurɓu] | «бруд»               |

## Кодування
У Юнікоді: Велика Ɓ: U+0181
Мала ɓ: U+0253.
У HTML: Велика Ɓ: &#385;
Мала ɓ: &#595;